# Мэйби Бэйби
Мэ́йби Бэ́йби (настоящее имя — Викто́рия Влади́мировна Лысю́к; бел. Вікторыя Уладзіміраўна Лысюк; род. 27 сентября 1995, Жабинка, Брестская область, Беларусь) — российская и белорусская певица, бывшая участница российской группы «Френдзона».

## Биография
Виктория Лысюк родилась 27 сентября 1995 года в городе Жабинка Брестской области Беларуси. Окончила Петербургский государственный университет путей сообщения, где была председательницей студенческого совета.
В 2017 году друг Виктории Владимир Галат привлёк её в свою поп-рок-группу «Френдзона»:

Третьей участницей проекта стала Вика — подруга Галата, которую можно увидеть в его клипах. Вика была фанаткой кей-попа и занималась танцами, она принесла в группу музыкальную кроссжанровость, которую предполагает популярная корейская музыка.
 — The Flow, 10 марта 2020

13 июня 2018 года у Мэйби Бэйби вышел сольный сингл с песней «Аскорбинка». 4 марта 2019 года вышла обновлённая версия («Аскорбинка 2.0») и клип к ней. Этот трек по состоянию на 2021 год остаётся самым узнаваемым среди творчества «Френдзоны», а клип к нему — самым популярным на YouTube-канале группы.
24 июля 2018 года Мэйби Бэйби выпустила сольный мини-альбом «Только если в щёчку», куда вошла, в частности, песня «Бутылочка», в которой Мэйби Бэйби играет с подружками в бутылочку на пижамной вечеринке.
В мае 2019 года увидел свет сингл с песней «Любимая школа». 11 октября 2019 года вышла песня «Тамагочи», записанная в дуэте с Алёной Швец.
14 июля 2020 года вышел дуэт с Дорой «Не исправлюсь». В сентябре на совместную с Дорой песню выходит клип. 30 июля 2020 года вышла песня «Ахегао», 18 ноября— «Бла Бла», 2 декабря — песня «Пока молодой» (записанная вместе с группой «Хлеб»). В сентябре 2020 года приняла участие в шоу «Музыкалити» Максима Галкина вместе с Дмитрием Маликовым.
16 февраля 2021 года вышел трек «Планета М» и анимационное видео к нему, 18 июня — «Банда-пропаганда» в дуэте с Кроки (Владимиром Галатом). 14 декабря 2021 года вышел дуэт с Дорой «Барбисайз». 11 февраля 2022 года вышел трек «sH1pu4Ka!». 18 февраля 2022 года вышел совместный трек «Хината» вместе с LXNER для его альбома Elysium.
После расформирования группы «Френдзона» была объявлена работа над первым полноформатным альбомом под названием «Мэйбилэнд».

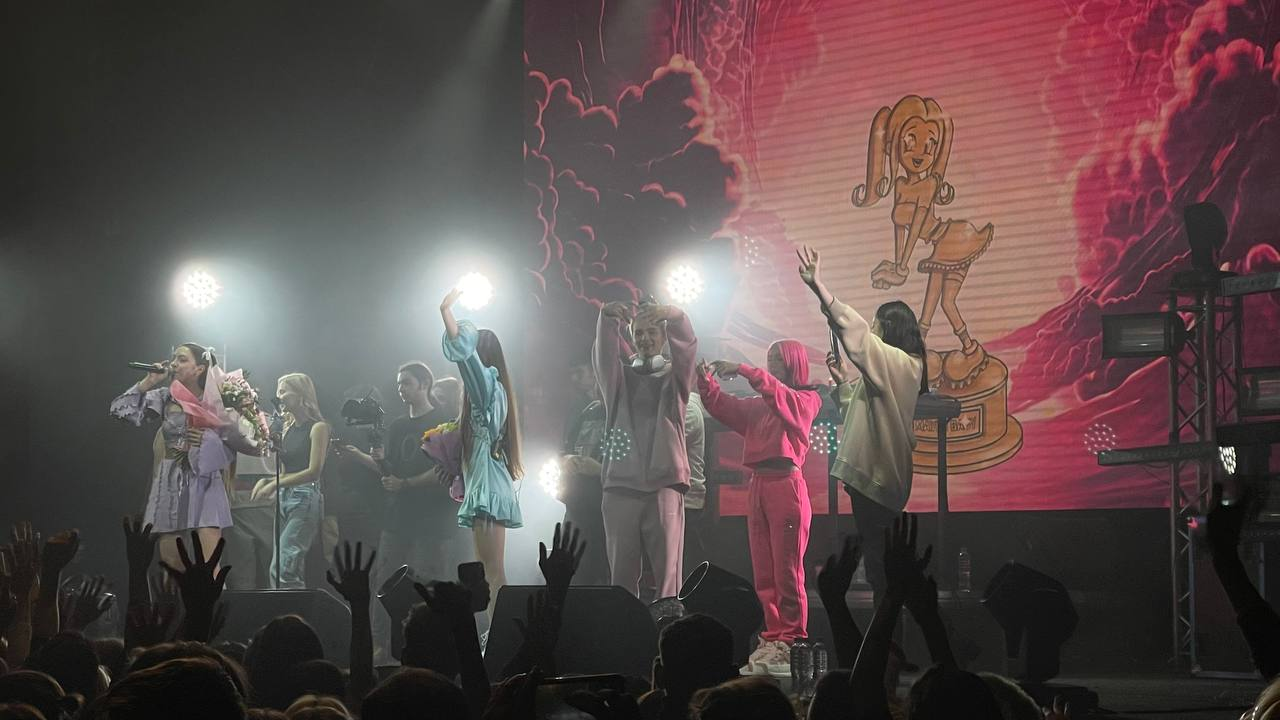
Концерт в Москве, 1 декабря 2022

7 мая 2022 года выпустила дисс на рэп-исполнительницу Инстасамку. 27 мая 2022 года вышел совместный трек «Боль» вместе с quiizzzmeow для альбома «despersion»
29 июля 2022 года вышел трек «Дакимакура». 18 августа 2022 года вышел трек и видеоклип «Maybe F**king Baby» с предстоящего дебютного альбома «Мэйбилэнд», а спустя день вышел дебютный студийный альбом «Мэйбилэнд», состоящий из 16 треков.
24 марта 2023 года вышел трек «Зайка». 12 мая вышел трек «Shimmy Shimmy Ya!».
17 ноября 2023 года выпустила второй студийный альбом «Shawty», временно ставший эксклюзивом для платформы VK Музыки, позже был опубликован и на остальных площадках. Альбом «Shawty» вдохновлён клубной эстетикой нулевых и зарубежной электроникой.
25 октября 2024 года вышел трек «Hit Em Up» , являющийся диссом на исполнительницу Мию Бойку. В песне и видеоклипе также упоминается Инстасамка.
В июне 2025 года, Инстасамка выложила ответный дисс на Мэйби Бэйби (на июль 2025 только одну часть) спустя 3 года. Вскоре, Мэйби выложила на неё целых два дисса (Неблагополучная Семья и Силиконовый Гном), с интервалом в три дня.
1 августа 2025 года вышел альбом «MAYDAY» с участием таких исполнителей, как Дора, Baby Cute, ЛСП, Lida, Dj Nik One.

### Личная жизнь
В интервью 2020 года назвала себя бисексуалкой.

## Отзывы
По мнению Алексея Мажаева, имидж Мэйби Бэйби в группе «Френдзона» — это «стервозная девушка с голубыми волосами»:

«Песни Мэйби Бэйби как персонажа […] должны быть […] стервозными, капризными, со своеобразным юмором и лексикой („Бусь-бусь тебя в щечку, бусь-бусь, бусь-бусь тебя в лобик, бусь-бусь, бусь-бусь тебя в губки, бусь-бусь тебя в носик“), с постоянными отсылками к запутанным взаимоотношениям с другими участниками проекта, с нарочито идиотским синтезаторным саундом и кукольным голосом».

В ноябре 2022 года военный корреспондент «Первого канала» Дмитрий Кулько заявил, что творчество певицы пользуется популярностью среди наёмников ЧВК «Вагнер», а её трек «Похрюкай» является «хитом». В своём телеграмм-канале Кулько опубликовал обращение бойцов ЧВК к Мэйби Бэйби с просьбой приехать на фронт и выступить с концертом.
Алексей Мажаев из InterMedia в рецензии на видеоклип «Nya-Nya-Nya ^ω^» поставил ему оценку 7 из 10.

## Дискография

### Студийные альбомы
| Название    | Подробности                                                                                    |
| ----------- | ---------------------------------------------------------------------------------------------- |
| «Мэйбилэнд» | - Релиз: 19 августа 2022 - Лейбл: Streaming Club • Rhymes - Формат: цифровая дистрибуция       |
| «Shawty»    | - Релиз: 17 ноября 2023 - Лейбл: Streaming Club • Rhymes - Формат: цифровая дистрибуция, винил |
| «MAYDAY»    | - Релиз: 1 августа 2025 - Лейбл: Booking RM - Формат: цифровая дистрибуция                     |

### Мини-альбомы
| Название              | Подробности                                                                |
| --------------------- | -------------------------------------------------------------------------- |
| «Только если в щёчку» | - Релиз: 24 июля 2018 - Лейбл: Rhymes Music - Формат: цифровая дистрибуция |

### Синглы
| Название                                  | Год  | Чарты                           | Чарты                 | Чарты                   |
| Название                                  | Год  | СНГ                             | СНГ                   | СНГ                     |
| Название                                  | Год  | TopHit Top Radio & YouTube Hits | TopHit Top Radio Hits | TopHit Top YouTube Hits |
| ----------------------------------------- | ---- | ------------------------------- | --------------------- | ----------------------- |
| «Аскорбинка»                              | 2018 | 24                              | —                     | 3                       |
| «Аскорбинка 2.0»                          | 2019 | —                               | —                     | —                       |
| «Любимая школа»                           | 2019 | 985                             | —                     | 71                      |
| «Бесконечное лето»                        | 2019 | —                               | —                     | —                       |
| «Тамагочи» (совместно с Алёной Швец)      | 2019 | —                               | —                     | —                       |
| «Не исправлюсь» (совместно с Дора)        | 2020 | —                               | —                     | —                       |
| «Ахегао»                                  | 2020 | —                               | —                     | —                       |
| «Бла Бла»                                 | 2020 | —                               | —                     | —                       |
| «Пока молодой» (совместно с «Хлеб»)       | 2020 | —                               | —                     | —                       |
| «Планета М»                               | 2021 | —                               | —                     | —                       |
| «Банда-пропаганда» (совместно с Кроки)    | 2021 | —                               | —                     | —                       |
| «Лаллипап»                                | 2021 | —                               | —                     | —                       |
| «Барбисайз» (совместно с Дора)            | 2021 | —                               | —                     | —                       |
| «sH1pu4Ka!»                               | 2022 | —                               | —                     | —                       |
| «Боль» (совместно с quiizzzmeow)          | 2022 | —                               | —                     | —                       |
| «Дакимакура»                              | 2022 | —                               | —                     | —                       |
| «Мотылёк» (совместно с IOWA)              | 2022 | —                               | —                     | —                       |
| «Зайка»                                   | 2023 | —                               | —                     | —                       |
| «Shimmy Shimmy Ya!»                       | 2023 | —                               | —                     | —                       |
| «Babybars»                                | 2023 | —                               | —                     | —                       |
| «Барби из трущоб»                         | 2023 | —                               | —                     | —                       |
| «Babybars 2»                              | 2023 | —                               | —                     | —                       |
| «Heart8reak»                              | 2024 | —                               | —                     | —                       |
| «Принцесса Диана» (Orchestra performance) | 2024 | —                               | —                     | —                       |
| «Коровка»                                 | 2024 | —                               | —                     | —                       |
| «Babybars 3»                              | 2024 | —                               | —                     | —                       |
| «Popstars» (совместно с Kill Eva)         | 2024 | —                               | —                     | —                       |
| «On Top»                                  | 2024 | —                               | —                     | —                       |
| «Hit Em Up»                               | 2024 | —                               | —                     | —                       |
| «Oops!» (совместно с daryana)             | 2025 | —                               | —                     | —                       |
| «Lady Slay»                               | 2025 | —                               | —                     | —                       |
| «Клуб» (совместно с ЛСП)                  | 2025 | —                               | —                     | —                       |
| «Bimbo» (совместно с Boris Redwall)       | 2025 | —                               | —                     | —                       |
| «Неблагополучная семья»                   | 2025 | —                               | —                     | —                       |
| «Силиконовый Гном»                        | 2025 | —                               | —                     | —                       |

### Участие на релизах у других исполнителей
| Песня                 | Год  | Другие исполнители | Альбом          |
| --------------------- | ---- | ------------------ | --------------- |
| «Хината»              | 2022 | LXNER              | Elysium         |
| «Барбисайз»           | 2022 | Дора               | Miss            |
| «Девочка с косичками» | 2022 | нексюша            | «И смех и грех» |
| «Дежавю»              | 2024 | Дора               | LOVESONGS       |

## Видеография
- 2018 — Бутылочка
- 2018 — Аскорбинка 2.0
- 2020 — Лаллипап
- 2020 — Ахегао
- 2020 — Не исправлюсь (при уч. Доры)
- 2021 — Планета М (Lyric Video)
- 2021 — Банда-пропаганда (при уч. Кроки Боя)
- 2022 — Кардиограмма
- 2022 — Maybe F*cking Baby!
- 2022 — Похрюкай (Live Performance)
- 2022 — Дакимакура
- 2022 — ‘Цок-Цок’ DANCE PRACTICE VIDEO[42]
- 2023 — Nya-Nya-Nya ^ω^
- 2023 — Babybars
- 2023 — Babybars 2
- 2024 — Коровка
- 2024 — Babybars 3
- 2024 — Popstars (при уч. Kill Eva)
- 2024 — Hit Em Up
- 2025 — Lady Slay
- 2025 — Неблагополучная Семья
- 2025 — Силиконовый Гном
- 2025 — Money Over Boys

## Участие в телепередачах и интернет-шоу
- 2020 — «MTV Музыкант года»[43]
- 2020 — «MTV K-Pop show»[44]